# Чък Дей
Чък Дей (на английски: Chuck Daigh) е американски пилот от Формула 1, роден е на 29 ноември 1923 г. в Лонг Бийч, Калифорния, САЩ.

## Кариера във Формула 1
Чък Дей дебютира във Формула 1 през 1960 г. в Голямата награда на Монако със Скараб, в световния шампионат на Формула 1 записва 8 участия, но не успява да спечели точки.